# 花々と星々と
『花々と星々と』（はなばなとほしぼしと）は、評論家犬養道子の自伝的エッセイ、及びそれを原作としたテレビドラマ。
激動の時代の中で揺れ動く犬養家の姿を描く。
1969年に『婦人公論』（中央公論社）で連載され、第8回婦人公論読者賞を受賞した。1970年に中央公論社より刊行され、1974年には2章分の書き下ろしを加えて増補版が出版された。
ドラマは1978年12月3日から12月24日まで、NHKの「ドラマ人間模様」枠で放送された。全4回。

## キャスト
- 犬養毅 - 芦田伸介
- 犬養健 - 竜崎勝
- 犬養仲子 - 加賀まりこ
- 犬養道子 - 斉藤こず恵
- 犬養千代 - 沢村貞子
- 高橋 - 武田鉄矢[1]
- 茂 - 泉ピン子[2]
- 語り - 八千草薫

## スタッフ
- 原作:犬養道子
- 脚本:田中澄江
- 音楽:越瑳知子
- 演出:村上佑二、高松良征

## 所収
- 『花々と星々と』中央公論社、1970年。
- 『花々と星々と（増補版）』中央公論社〈中公文庫〉、1974年6月。